# Port lotniczy Jinhae
Port lotniczy Jinhae (IATA: CHF, ICAO: RKPE) – port lotniczy położony w mieście Jinhae, w Korei Południowej.